# Страстоцвет лавролистный
Страстоцве́т лавроли́стный, или Жёлтая гранадилла (лат. Passiflora laurifolia) — листопадная многолетняя древовидная лиана семейства Страстоцветные, дающая съедобные плоды.

## Описание

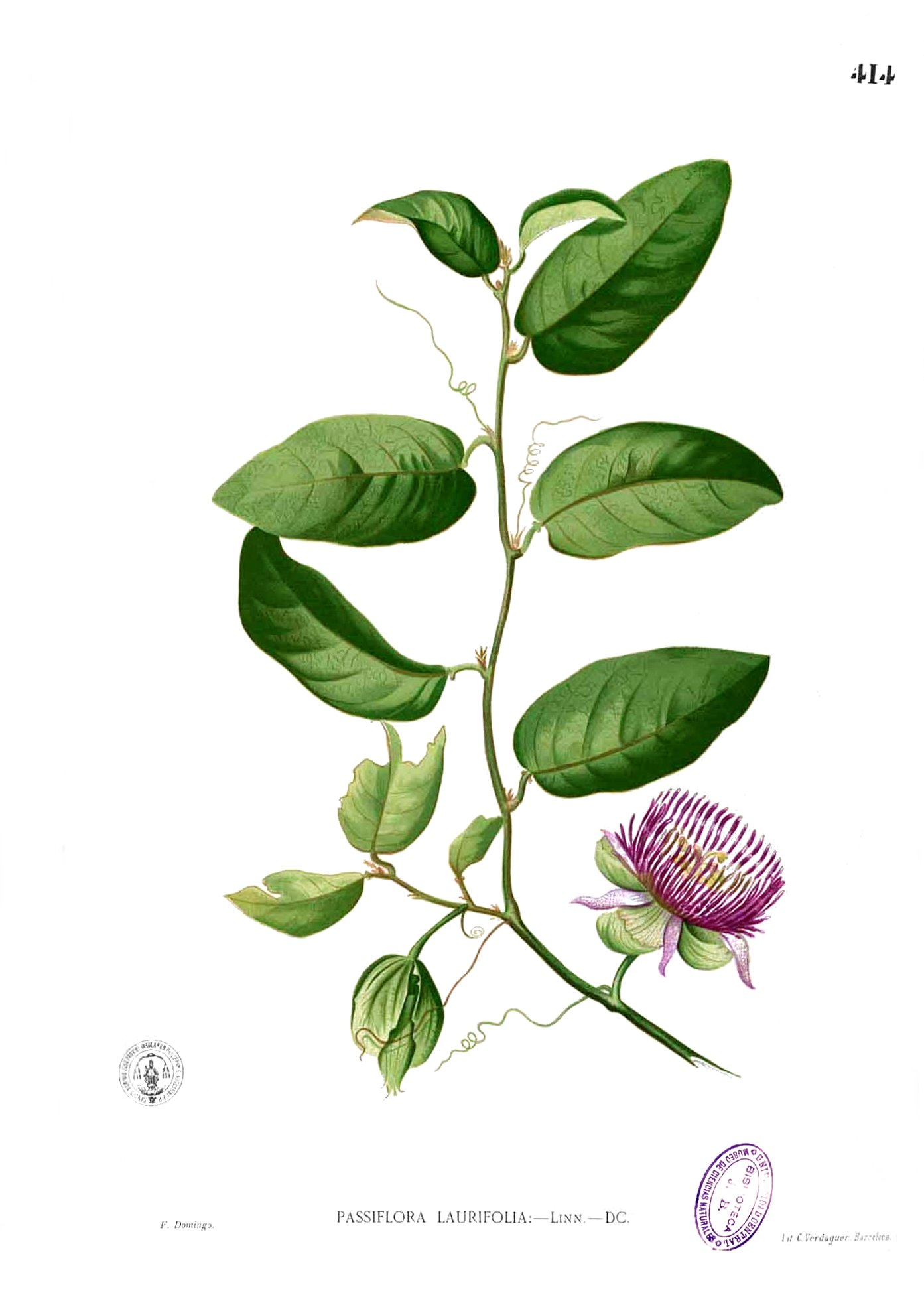

Лиана с древовидным стеблем и жёсткими усиками, цепляющимися за опору.
Листья овальные, с заострением на конце, глянцевые кожистые, 15-20 см длиной и 3,4-8 см шириной.
Плод эллипсоидальный или овальный, 5-8 см длиной и 4-6 см шириной, оранжево-жёлтого цвета, когда спелый. Внутри содержится сочная ароматная слизистая, почти белая, просвечивающиеся мякоть сладкого вкуса с многочисленными плоскими семенами.

## Распространение
Родина жёлтой гранадиллы — тропическая Америка. Она культивируется в Колумбии, Венесуэле, Гайане, Суринаме, Французской Гвиане, Бразилии, Перу, на некоторых Антильских островах (Тринидад, Барбадос, Куба, Ямайка, Гаити, Пуэрто-Рико). В восемнадцатом веке она была интродуцирована в Малайзию, затем распространилась в Таиланде, Южном Вьетнаме, Индии, на Шри-Ланке и Гавайских островах.

## Использование
Мякоть спелых плодов Жёлтой гранадиллы съедобна. Отвары листьев и корней используются как глистогонные средства, отвар семян — как успокоительное средство, а в больших дозах — как снотворное.